# منتزعة الكبريت محبة الضغط
منتزعة الكبريت محبة الضغط (الاسم العلمي: Desulfovibrio piezophilus) هي نوع من البكتيريا، سلبية الغرام، تتبع جنس منتزعة الكبريت.